# Campionat capverdià de futbol 2012
La temporada 2012 de la Lliga capverdiana de futbol fou la 33a edició d'aquesta competició de futbol de Cap Verd. Va començar el 5 de maig i va finalitzar el 7 de juliol, una mica abans que l'any anterior. El torneig estava organitzat per la Federació Capverdiana de Futbol (FCF). El club Sporting Praia va guanyar el seu 9è títol. En aquesta ocasió, l'Sporting Praia no va participar en la 2013 CAF Champions League. Cap club va participar en la Copa Confederació de la CAF 2013.
El CS Mindelense era el defensor del títol. Van participar en la competició un total de 12 clubs, un de cada lliga insular, i un més com a guanyador del títol de la temporada anterior. Va ser el primer cop que més de tres clubs compartien el nom Académica, 5 d'un total de 12.
La victòria més àmplia fou per l'Sporting Praia, que va guanyar 6-0 al Juventude de Sal.

## Clubs participants
- CS Mindelense, guanyador del Campionat capverdià de futbol 2011
- Académica Operária, guanyador de la Lliga de Boa Vista de futbol
- Académica da Brava, guanyador de la Lliga de Brava de futbol
- Académica do Fogo, guanyador de la Lliga de Fogo de futbol
- Académico 83, guanyador de la Lliga de Maio de futbol
- Juventude, guanyador de la Lliga de Sal de futbol
- Paulense Desportivo Clube, guanyador de la Lliga de Santo Antão de futbol (Nord)
- Académica do Porto Novo, guanyador de la Lliga de Santo Antão de futbol (Sud)
- SC Atlético, guanyador de la Lliga de São Nicolau
- Batuque FC, guanyador de la Lliga de São Vicente
- Estrela dos Amadores, guanyador de la Lliga de Santiago de futbol (Nord)
- Sporting Clube da Praia, finalista de la Lliga de Santiago de futbol (Sud)

### Informació sobre els clubs
| Club                    | Seu           | Estadi                      |
| ----------------------- | ------------- | --------------------------- |
| Académico 83            | Vila do Maio  | 20 de Janeiro               |
| Académica da Brava      | Nova Sintra   | Aquiles d'Oliveira          |
| Académica do Fogo       | São Filipe    | 5 de Julho                  |
| Académica Operária      | Sal Rei       | Arsénio Ramos               |
| Académica do Porto Novo | Porto Novo    | Porto Novo                  |
| SC Atlético             | Ribeira Brava | João de Deus Lopes da Silva |
| Batuque FC              | Mindelo       | Adérito Sena                |
| Estrela dos Amadores    | Tarrafal      | Tarrafal                    |
| Juventude               | Espargos      | Marcelo Leitão              |
| Mindelense              | Mindelo       | Adérito Sena                |
| Paulense                | Paúl          | João Serra                  |
| SC Praia                | Praia         | Várzea                      |

## Classificació

### Grup A
| Pos. | Equip                   | PJ | PG | PE | PP | GF | GC | Dif.G | Pts. |
| ---- | ----------------------- | -- | -- | -- | -- | -- | -- | ----- | ---- |
| 1    | Sporting Clube da Praia | 5  | 3  | 2  | 0  | 15 | 3  | +12   | 11   |
| 2    | Académica do Fogo       | 5  | 2  | 2  | 1  | 3  | 3  | 0     | 8    |
| 3    | Juventude               | 5  | 2  | 2  | 1  | 8  | 9  | -1    | 8    |
| 4    | Batuque FC              | 5  | 2  | 2  | 1  | 6  | 3  | +3    | 8    |
| 5    | Estrela dos Amadores    | 5  | 1  | 2  | 2  | 8  | 7  | +1    | 5    |
| 6    | Académica da Brava      | 5  | 0  | 0  | 5  | 1  | 16 | -15   | 0    |

### Grup B
| Pos. | Equip                     | PJ | PG | PE | PP | GF | GC | Dif.G | Pts. |
| ---- | ------------------------- | -- | -- | -- | -- | -- | -- | ----- | ---- |
| 1    | SC Atlético               | 5  | 5  | 0  | 0  | 15 | 8  | +7    | 15   |
| 2    | Académica do Porto Novo   | 5  | 3  | 1  | 1  | 10 | 6  | +4    | 10   |
| 3    | CS Mindelense             | 5  | 2  | 1  | 2  | 10 | 4  | +6    | 7    |
| 4    | Paulense Desportivo Clube | 5  | 1  | 2  | 2  | 6  | 9  | -3    | 5    |
| 5    | Académica Operária        | 5  | 0  | 2  | 3  | 9  | 13 | -7    | 2    |
| 6    | Académico 83              | 5  | 0  | 2  | 3  | 6  | 13 | -7    | 2    |

## Resultats
| Sporting Praia       | 6 - 1 | Juventude      | 5 maig |
| Estrela Amadores     | 0 - 2 | Batuque        | 5 maig |
| Académica Brava      | 0 - 1 | Académica Fogo | 6 maig |
| Mindelense           | 4 - 0 | Paulense       | 5 maig |
| Académica Operária   | 2 - 2 | Académica 83   | 5 maig |
| Académica Porto Novo | 1 - 2 | SC Atlético    | 5 maig |

| Académica Fogo | 0 - 0 | Estrela Amadores     | 12 maig |
| Sporting Praia | 5 - 0 | Académica Brava      | 13 maig |
| Batuque        | 1 - 1 | Juventude            | 13 maig |
| Mindelense     | 5 - 0 | Académica Operária   | 12 maig |
| Académico 83   | 1 - 3 | Académica Porto Novo | 12 maig |
| SC Atlético    | 3 - 1 | Paulense             | 12 maig |

| Académica Fogo     | 0 - 2 | Sporting Praia       | 19 maig |
| Juventude          | 3 - 1 | Estrela Amadores     | 19 maig |
| Académica Brava    | 0 - 2 | Batuque              | 20 maig |
| Académico 83       | 1 - 3 | Mindelense           | 19 maig |
| Académica Operária | 4 - 5 | SC Atlético          | 19 maig |
| Paulense           | 1 - 1 | Académica Porto Novo | 19 maig |

| Juventude            | 0 - 0 | Académica Fogo     | 26 maig |
| Batuque              | 0 - 0 | Sporting Praia     | 26 maig |
| Estrela Amadores     | 5 - 0 | Académica Brava    | 27 maig |
| Paulense             | 3 - 0 | Académico 83       | 26 maig |
| Académica Porto Novo | 3 - 2 | Académica Operária | 26 maig |
| SC Atlético          | 1 - 0 | Mindelense         | 26 maig |

| Sporting Praia     | 2 - 2 | Estrela Amadores     | 3 juny |
| Académica Fogo     | 2 - 1 | Batuque              | 3 juny |
| Académica Brava    | 1 - 3 | Juventude            | 3 juny |
| Mindelense         | 0 - 2 | Académica Porto Novo | 3 juny |
| Académico 83       | 2 - 4 | SC Atlético          | 3 juny |
| Académica Operária | 1 - 1 | Paulense             | 3 juny |

## Fase final
|  | Semifinal | Semifinal               | Semifinal   | Semifinal | Semifinal |   |                         | Final | Final | Final | Final | Final |
|  |           |                         |             |           |           |   |                         |       |       |       |       |       |
|  |           | Sporting Clube da Praia | 3           | 1         | 4         |   |                         |       |       |       |       |       |
|  |           | Académica do Porto Novo | 0           | 0         | 0         |   |                         |       |       |       |       |       |
|  |           | Académica do Porto Novo | 0           | 0         | 0         |   | Sporting Clube da Praia | 1     | 0     | 1     |       |       |
|  |           |                         |             |           |           |   | Sporting Clube da Praia | 1     | 0     | 1     |       |       |
|  |           |                         | SC Atlético | 1         | 0         | 1 |                         |       |       |       |       |       |
|  |           | SC Atlético             | SC Atlético | 1         | 0         | 1 | 2                       | 2     | 4     |       |       |       |
|  |           | SC Atlético             |             |           |           |   | 2                       | 2     | 4     |       |       |       |
|  |           | Académica do Fogo       | 1           | 1         | 2         |   |                         |       |       |       |       |       |

### Semifinals
| Académica do Porto Novo | 0:3 | Sporting Clube da Praia    |
| ----------------------- | --- | -------------------------- |
|                         |     | Quinzinho · Zé di Tchetcha |

 Estádio Municipal do Porto Novo
Porto Novo
| Académica do Fogo | 1:2 | SC Atlético    |
| ----------------- | --- | -------------- |
| Guy 11'           |     | Gerson 17' 58' |

| Sporting Clube da Praia | 1:0 | Académica do Porto Novo |
| ----------------------- | --- | ----------------------- |
|                         |     |                         |

 Estádio da Várzea
Praia
| SC Atlético | 2:1 | Académica do Fogo |
| ----------- | --- | ----------------- |
|             |     |                   |

 Estádio João de Deus Lopes da Silva
Ribeira Brava

### Final
| SC Atlético | 1:1 | Sporting Clube da Praia |
| ----------- | --- | ----------------------- |
|             |     |                         |

 Estádio João de Deus Lopes da Silva
Ribeira Brava
| Sporting Clube da Praia | 0:0 | SC Atlético |
| ----------------------- | --- | ----------- |
|                         |     |             |

| Guanyador Sporting Clube da Praia 9è títol |

## Estadístiques
- Màxim golejador: Gerson: 13 gols (de l'SC Atlético)
- Millor porter: Magueti: 4 gols (de l'Sporting Praia)
- Millor jugador: Gerson (SC Atlético)
- Millor entrenador: Janito Carvalho (Sporting Praia)
- Millor capità: Ru Évora (Sporting Praia)
- Victòries més àmplies:

Sporting Clube da Praia 6-1 Juventude do Sal (5 maig)
CS Mindelense 6-1 Académica Operaria (12 maig)
Sporting Clube da Praia 5-0 Académica da Brava (13 maig)
Estrela dos Amadores 5-0 Académica da Brava (27 maig)
Font: